# 禁断の恋でいこう
『禁断の恋でいこう』（きんだんのこいでいこう）は、大海とむによる日本の漫画作品。2000年に発表された「禁断の恋をしよう」から続くシリーズ作品の一つ。

## 概要
主人公の女性が、月の力で人の姿に変身することができる狼と、互いの境遇を超えて惹かれあい、愛し合う様子を官能的に描いたレディースコミック作品。『プチコミック』（小学館）2001年12月号から2005年4月号に連載された。全40話（他に『プチコミック』増刊に掲載されたスペシャル等の番外10話あり）。単行本は全10巻が小学館から発売。

- 単行本全10巻（2001年 - 2005年、小学館プチコミフラワーコミックス）

## 経緯
本項の作品は、作者のデビュー作で『プチコミック』（小学館）2000年6月号増刊に掲載された読切作品「禁断の恋をしよう」に始まるシリーズ作品の一つ。同誌で不定期シリーズ化後、その続編として連載化された。なお、不定期シリーズの作品は、下記の単行本に収録されている。

### 禁断の恋をしよう
単行本全1巻（2001年、プチコミフラワーコミックス、小学館）。2000年から2001年に『プチコミック』（小学館）増刊に掲載された「禁断の恋をしよう」などシリーズ4作品と、シリーズ外の読切作品「ヴァンパイアにおねがい」を収録。

### 続♥禁断の恋をしよう
単行本全1巻（2002年、プチコミフラワーコミックス）。2001年に『プチコミック』（小学館）増刊に掲載されたシリーズ4作品を収録。

## あらすじ
- ここでは『禁断の恋をしよう』『続♥禁断の恋をしよう』を含むシリーズ全体のあらすじについて記す。

ある夜、男にからまれていた主人公・緋佐子は、金色の瞳を持つ大型犬に助けられ、その犬を家へつれて帰る。その犬は、知らぬうちに若い男に変わっており、自らを人に変身することができる狼・夜斗だと名乗る。夜斗と緋佐子は一緒に暮らすようになり、互いの境遇の違いなどを目の当たりにしながら、激しく求めあい愛しあうようになる。

## 主な登場人物
入江 緋佐子（いりえ ひさこ）
主人公。骨董品店の女店員。おっとりとした性格だが、夜斗と出会い、身を焦がすような恋愛をする。
11月30日生まれ。B型。160cm、44kg。スリーサイズは内緒、でもカップはD(オレだけが知っている by 夜斗)。
あちこちの土地を回って働いている母親と、東京で働く10歳年上の兄有。

夜斗（やと）
永遠の命を持ち、300年以上生き続けてきた雄の狼。月が満ちると力を得て美貌を持つ男に変身できるが、新月や月蝕の時には変身できない。人の姿は遊び人風。緋佐子と出会い、独占的に愛する。
生年月日は不明(300年前くらいの春)。
【人の時】190cm、78kg。金色の瞳。
【狼の時】タイリクオオカミらしい。肩高約80cm、60kg。金色の瞳、黒い毛皮。

鏑木 彦二郎(かぶらぎ ひこじろう)
緋佐子の勤める骨董品店の店主。温厚そうに見えるが、有力な人脈があることをうかがわせるなど謎の人物。緋佐子と夜斗を見守る。

鈴井 奈央（すずい なお）
鈴井動物病院の女性獣医師。夜斗は、緋佐子と出会うよりも前に世話になったことがあり、旧知の間柄。夜斗が変身できる秘密を知る数少ない理解者。

入江 尚志（いりえ たかし）
緋佐子の兄。小さいときから緋佐子をかわいがってきた超シスコン。